# Evanston (Wyoming)
 For alternative betydninger, se Evanston (flertydig). (Se også artikler, som begynder med Evanston)
Evanston er en amerikansk by i Uinta County, i staten Wyoming. I 2000 havde byen et indbyggertal på 11.507.

## Ekstern henvisning
- Evanstons hjemmeside (engelsk) Arkiveret 12. november 2020 hos  Wayback Machine

41°15′48″N 110°57′53″V / 41.2633°N 110.9647°V